# Занкт-Гоарсгаузен
Занкт-Гоарсгаузен (нім. Sankt Goarshausen) — місто в Німеччині, розташоване в землі Рейнланд-Пфальц. Входить до складу району Рейн-Лан. Центр об'єднання громад Лорелай.
Площа — 7,00 км2. Населення становить 1268 ос. (станом на 31 грудня 2020).